# Johnius grypotus
Johnius grypotus és una espècie de peix de la família dels esciènids i de l'ordre dels perciformes.

## Morfologia
- Els mascles poden assolir 13,7 cm de longitud total.
- Nombre de vèrtebres: 24-26.[4][5]

## Hàbitat
És un peix marí, de clima tropical i bentopelàgic.

## Distribució geogràfica
Es troba al llarg de les costes de la Xina i Taiwan: entre el Golf de Pohai i Hainan.

## Observacions
És inofensiu per als humans.